# Jeratgi, Jevargi
Jeratgi là một làng thuộc tehsil Jevargi, huyện Gulbarga, bang Karnataka, Ấn Độ.